# Stardust: The Great American Songbook, Volume III
Stardust: The Great American Songbook, Volume III — музичний альбом Рода Стюарта. Виданий 19 жовтня 2004 року лейблом J Records. Альбом відносять до напрямку поп. Альбом досягав першої позиції на Billboard 200

## Список пісень
1. «Embraceable You» — 3:30
2. "I Love You " — 3:01
3. «Blue Moon» — 4:05
4. «What a Wonderful World» — 4:30
5. «Stardust» — 4:01
6. «Manhattan» — 2:53
7. «'S Wonderful» — 3:24
8. «Isn't It Romantic?» — 3:50
9. «I Can't Get Started» — 3:23
10. «But Not for Me» — 3:22
11. «A Kiss to Build a Dream on» — 3:13
12. «Baby, It's Cold Outside» — 3:51
13. "Night and Day " — 3:08
14. «A Nightingale Sang in Berkeley Square» — 4:03